# Cavallo barocco

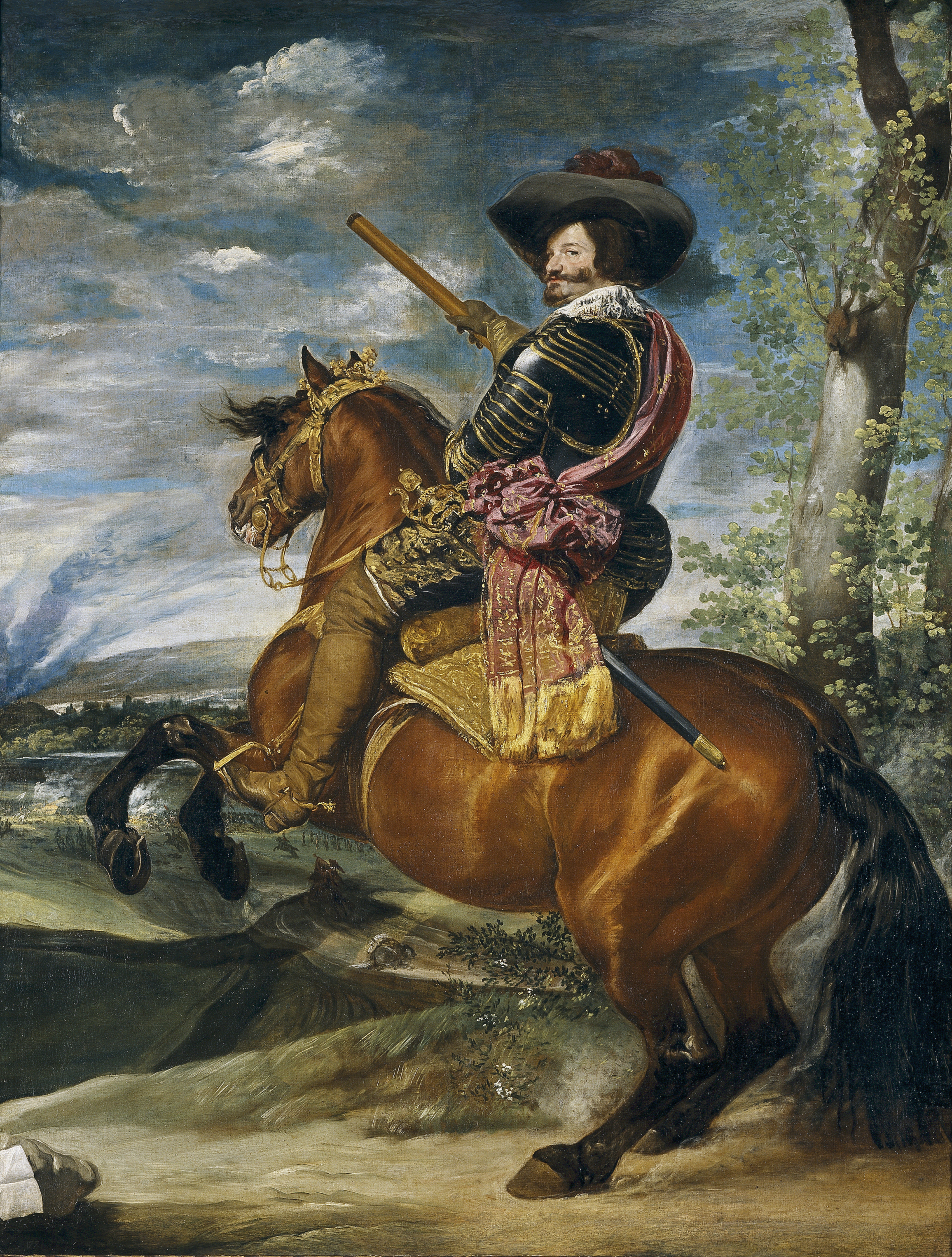
Il duca-conte Olivares in sella ad un cavallo barocco - Diego Velázquez (1643)

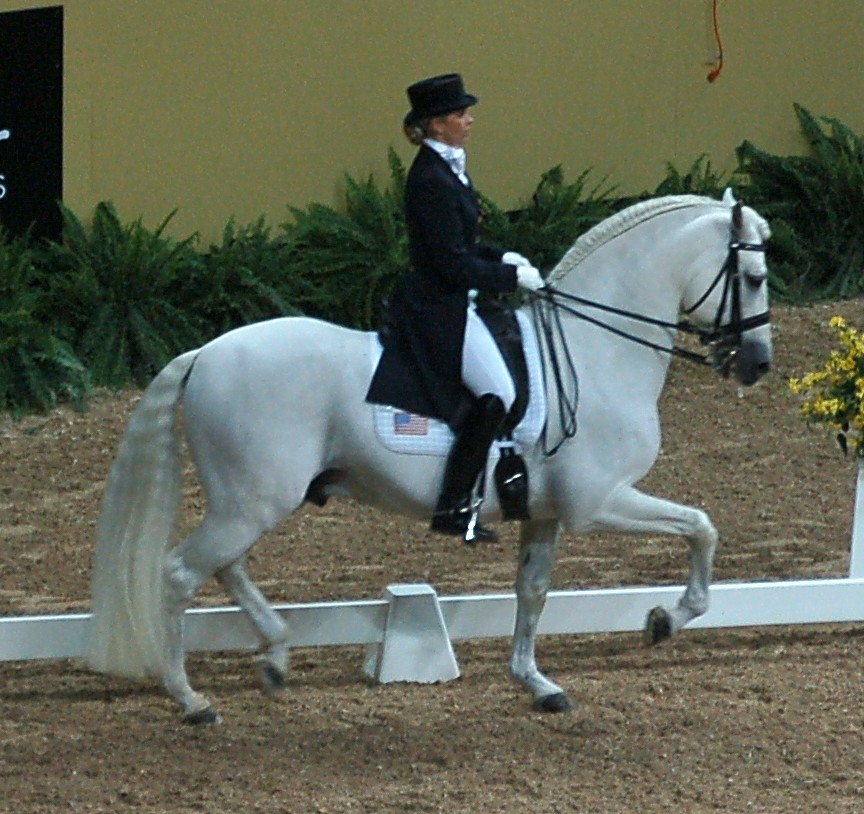
Andaluso in una gara di dressage.

Cavallo barocco è il termine che in Equitazione indica un cavallo agile ma dotato di una struttura corporea solida e massiccia. Le razze equine rientranti in questa categoria discendono da animali che nel Medioevo venivano utilizzati come destrieri da guerra. A partire dal Rinascimento, complice il miscuglio con cavalli iberici come il Ginnetto, i destrieri vennero trasformati in cavalli più agili ed eleganti, come il cavallo napoletano.
Le razze equine odierne rientranti nella categoria del cavallo barocco sono l'Andaluso (vero e proprio archetipo), il Lipizzano (molto nota come razza barocca grazie alla "Scuola di Equitazione Spagnola" di Vienna), il Frisone, il Ginnetto, il Murgese, il Lusitano, il Kladruber, il Knabstrup, il Frederiksborger e la razza Menorquina. Si tratta di animali particolarmente portati per il dressage haute ecole.